# Gladwyn Jebb
Hubert Miles Gladwyn Jebb, Primer Barón de  Gladwyn, más conocido como Gladwyn Jebb (Yorkshire, 25 de abril de 1900-Suffolk, 24 de octubre de 1996), fue un político y diplomático británico, fundador y primer secretario general de las Naciones Unidas, cargo que desempeñó entre 1945 y 1946.
Fue también embajador británico en Francia desde 1954 a 1960.
Fue educado en Eton College, en ese entonces Magdalen College, Oxford, graduándose en historia. En 1929 contrajo matrimonio con Cynthia Noble, con quien tuvo un hijo, Miles, y dos hijas, Vanessa, una pintora que se casó con el historiador Hugh Thomas, y Stella, que lo hizo con el científico Joël de Rosnay.

## Carrera diplomática
Jebb ingresó en el Servicio extranjero en 1924 y sirvió en Teherán (donde conoció a Harold Nicolson y a Vita Sackville-West), y en Roma. Fue además oficial de extranjería en Londres, donde, entre otros cargos, desempeñó el de secretario privado del jefe del servicio diplomático.

## Segunda Guerra Mundial
En agosto de 1940, Jebb fue asignado al Ministerio de Guerra Económica con el cargo temporal de asistente bajo secretaría. En 1942 fue nombrado Jefe del Departamento de Reconstrucción, y en 1943 se le asignó el puesto de concejal dentro de la oficina extranjera. En esta capacidad, atendió numerosas conferencias internacionales, incluyendo la de Teherán, la de Yalta, y la de Potsdam.

## Secretaría general de la ONU
Tras la Segunda Guerra Mundial, en agosto de 1945, ocupó el cargo de secretario ejecutivo de la Comisión preparatoria de las Naciones Unidas, siendo nombrado secretario general de oficio de la ONU desde octubre de 1945 a febrero de 1946, que acabaría con el nombramiento del primer secretario general del organismo, Trygve Lie.

## Embajador
En su regreso a Londres, Jebb sirvió como diputado al Secretario de Extranjería Ernest Bevin en la  Conferencia de Ministros extranjeros, antes de oficiar de Consultor de la Oficina de Extranjería de las Naciones Unidas (1946-47). También representó al Reino Unido en la Comisión permanente del Tratado de Bruselas de 1948, con el rango de embajador. Se convirtió en el embajador de ese país para las Naciones Unidas desde 1950 hasta 1954, y frente a París de 1954 a 1960.

## Carrera política
En 1960 Jebb fue declarado lord hereditario, y como Barón de Gladwyn se involucró en política como miembro del Partido Liberal. Fue líder de representantes de los liberales en la Cámara de Senadores de 1965 a 1988 y presidente de asuntos extranjeros y defensa. Como flamante europeo, sirvió como miembro del Parlamento europeo desde 1973 a 1976, donde fue asimismo vicepresidente del Comité político del Parlamento. Luchó sin éxito alguno por una banca de Suffolk en el Parlamento europeo en 1979. 
Cuando se le preguntó porqué se había adherido al partido liberal a comienzos de los años 1960, respondió que los liberales eran un partido sin un general y que él era un general sin partido. Como muchos liberales, creía apasionadamente que la educación era la base de la reforma social.

## Otras actividades
Jebb fue un buen cocinero y durante un largo tiempo presidió el Comité vitícola del gobierno británico. Nunca se mostró desinteresado por los pasatiempos rurales. Mantenía una amistad con Cyril Connolly y Nancy Mitford.

## Muerte
Falleció en 1996, y fue enterrado en St. Andrew's, Bramfield, en el condado de Suffolk.

## Lady Gladwyn
La esposa de Jebb, Cynthia, Lady Gladwyn, fue una destacada periodista durante sus años en París, y anfitriona de la política liberal y londinense. Era bisnieta de Isambard Kingdom Brunel.

## Honores
- GCMG, 1954 (precedido por un KCMG en 1949 y un CMG en 1942)
- GCVO, 1957
- Compañero de la Orden del Baño, 1947
- Gran cruz de la Legión de Honor, 1957

## Publicaciones y documentos
Las publicaciones del Barón de Gladwyn incluyen: 
- Is Tension Necessary?, 1959
- Peaceful Co-existence, 1962
- The European Idea, 1966
- Half-way to 1984, 1967
- De Gaulle's Europe, or, Why the General says No, 1969
- Europe after de Gaulle, 1970
- The Memoirs of Lord Gladwyn, 1972

Los documentos del Primer Lord Gladwyn fueron depositados en el Churchill Archives Centre de la Universidad de Cambridge por su hijo, el Segundo Lord Gladwyn, entre 1998 y 2000.